# Marcus Rainsford
Marcus Rainsford (Kildare, Dublín, 1750 - Londres, 4 de noviembre de 1817) fue un militar e historiador irlandés perteneciente al ejército británico y el cual participó en la Batalla de Camden del año 1780 durante la Guerra de Independencia de los Estados Unidos, quien a su vez en 1805 publicó un libro en la ciudad de Londres con el título denominado de "An Historical Account of the Black Empire of Hayti" (Un relato histórico del Imperio Negro de Haití) en donde relata las atrocidades cometidas durante la Revolución Haitiana ocurrida desde 1791 hasta 1804.

## Biografía
Rainsford era un hijo menor de Edward Rainsford de Sallins, Kildare. Se educó en el Trinity College de Dublín y obtuvo una maestría en 1773. Se unió a los Voluntarios Irlandeses (siglo XVIII) en 1779.
Obtuvo una comisión y prestó servicio en el regimiento 105, comandado por Francis, Lord Rawdon (luego segundo) Conde de Moira , durante la Guerra de Independencia de los Estados Unidos. Participó en el Sitio de Charleston y la Batalla de Camden en 1780. Luego fue a Jamaica con el Regimiento del Duque de Cumberland.
En 1794 sirvió bajo el duque de York en los Países Bajos, durante la Campaña de Flandes y luego fue empleado en reclutar tropas negras en las Indias Occidentales.
En 1799 Rainsford visitó Saint-Domingue y se entrevistó con Toussaint L'Ouverture. Posteriormente fue arrestado y condenado a muerte como espía, pero fue indultado y finalmente puesto en libertad.
Rainsford murió en noviembre de 1817 y está enterrado en St Giles in the Fields, Londres.

## Publicaciones
- Rainsford.A Memoir of Transactions that took place in St. Domingo in the Spring of 1799 (London, 1802; 2nd edit. as St. Domingo; or an Historical, Political, and Military Sketch of the Black Republic, 1802).
- Rainsford. An Historical Account of the Black Empire of Hayti, London, 1805
- Rainsford. A poem in heroic couplets, The Revolution; or Britain Delivered, London, 1801 (2nd edit.).